# Dinslaken-Lohberg
Lohberg ist ein Stadtteil der niederrheinischen, kreisangehörigen Stadt Dinslaken und im Kern eine Bergarbeitersiedlung, die für ihre mittlerweile stillgelegte Zeche bekannt ist.

## Geschichte
Lohberg entstand ab 1907 in der Hiesfelder Bauerschaft am Fuße des Oberlohbergs für die Arbeiter und Angestellten der Zeche Lohberg.
Die architektonisch sehenswerte Siedlung wurde nach dem Konzept einer Gartenstadt bis zum Jahre 1924 errichtet. Weitergehende Pläne, die zu einer deutlich größeren Siedlung geführt hätten, wurden auf Eis gelegt.

## Zeche Lohberg
Zur Versorgung des Dinslakener Bandeisenwalzwerks mit Kokskohle gründeten die Vorstände Fritz Thyssen, Joseph Thyssen und August Thyssen sowie Bergassessor Arthur Jacob am 30. Dezember 1905 die Gewerkschaft Lohberg. 1907 begann das Abteufen der Schächte Lohberg 1 und 2 an der Landstraße zwischen Dinslaken und Hünxe, sowie der Bau der Bergarbeitersiedlung.

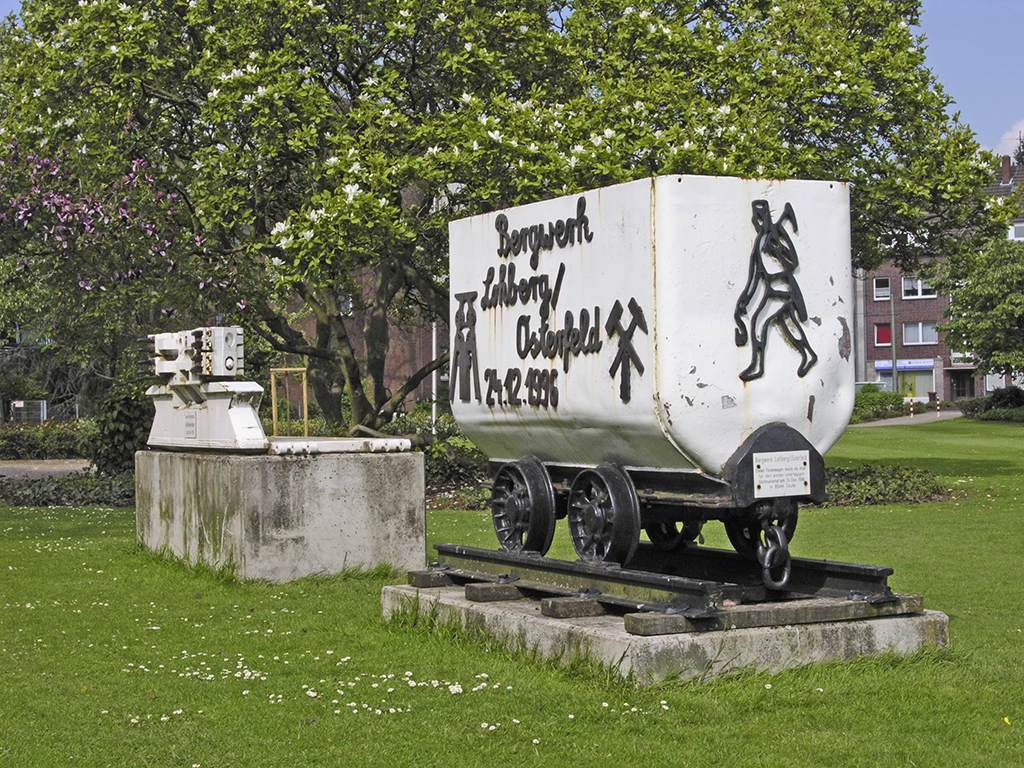
Alte Lore als Erinnerung an den Bergbau

Im Laufe der Zeit wuchs das Bergwerk: Es wurden neue Schächte geteuft, Arbeiter aus Korea, dem damaligen Jugoslawien und der Türkei beschäftigt und die Förderleistung stieg, bis sie im Jahre 1979 ihren Höchststand von 3.135.415 Tonnen Kohle erreichte.
Bis Ende 2005 arbeiteten zahlreiche Lohberger auf der Schachtanlage, die mittlerweile zum Verbundbergwerk Lohberg-Osterfeld gehörte, sodass der Stadtteil noch immer mit dem Bergbau eng verbunden war. Zum 1. Januar 2006 wurde das Bergwerk stillgelegt, die meisten der zuletzt etwa 1400 Beschäftigten wurde auf andere Bergwerke verlegt oder gingen in Vorruhestand.
Im Jahr 2007 gewann das Dortmunder Architekturbüro stegepartner den Wettbewerb „Zechenareal Dinslaken-Lohberg“. Der Entwurf von stegepartner sieht vor, den Stadtteil Alt-Lohberg schalenförmig auf dem Zechengelände weiter zu bauen.

## Bevölkerung und Kultur
Im Jahr 2005 wurde der Marktplatz, das kulturelle Zentrum des Stadtteils, renoviert und neue Geschäfte angesiedelt. Dies soll für eine Imageverbesserung des Stadtteils sorgen, der vormals als „heruntergekommen“ galt. Dieser „Imageverbesserung“ soll auch die Renovierung des „Ledigenheims“ dienen, das vormals mit seinen 6500 Quadratmetern Unterkunft für die Bergmänner der Zeche Lohberg bot, danach von Vereinen und Ladenbesitzern untergemietet wurde. Seit Beendigung der Umbauarbeiten dient die Nutzfläche des Ledigenheims als Zentrum für Stadtteilkultur, Dienstleistung und Gewerbe.
In Lohberg leben etwa 6.000 Menschen (Stand: 31. Dezember 2009), von denen, aufgrund des hohen Anteils an Gastarbeitern der Zeche, etwa 40 % einen türkischen Migrationshintergrund haben. In Lohberg gibt es infolgedessen zwei Moscheen türkischer Vereine und mehrere türkische Geschäfte.

### Kirchen und Moscheen
Lohberg verfügt sowohl über zwei Kirchen als auch über zwei Moscheen.
Die Kirche St. Marien gehört zum Pfarrbezirk der am 1. Dezember 2007 neu begründeten Pfarrgemeinde St. Marien in Lohberg-Bruckhausen-Hünxe und ist Namensgeberin der benachbarten Marienschule, in der Unterricht von der zweiten bis zur vierten Klasse erteilt wird.
Die Martin-Luther-Kirche wurde zwischen 1952 und 1954 erbaut und gehört seit 2007 zum Bezirk der großen ev. Kirchengemeinde Dinslaken.
Die Lutherkirche wird 2015 zu einem Kolumbarium umgewandelt.
Die Selimiye-Moschee des türkisch-islamischen Kulturvereins Diyanet gehört zur DITIB und steht in direkter Nachbarschaft zur Moschee der Dinslakener Gemeinde des Verbands der Islamischen Kulturzentren (VIKZ).

### Salafismus
In Lohberg hat sich seit ca. 2010 eine gewaltbereite salafistische Szene herausgebildet, die sich im Frühjahr 2011 in einem sogenannten „Bildungsverein“ organisatorisch zusammenschloss und Kontakte zu Al-Qaida und der Sauerlandgruppe besaß. Bis Anfang 2014 sollen in zwei Wellen ca. 25 Personen nach Syrien gereist sein, um am Bürgerkrieg in Syrien teilzunehmen. Die Mehrheit ist wahrscheinlich ums Leben gekommen. Der Syrienrückkehrer Nils D. wurde am 10. Januar 2015 verhaftet.
Seit dem Jahr 2016 spielen Dinslaken und der Begriff „Lohberger Brigade“ in den jährlichen Verfassungsschutzberichten des Bundeslandes Nordrhein-Westfalen keine Rolle mehr.